# إسحاق هيلد
إسحاق هيلد (بالإنجليزية: Isaac Held)‏ هو عالم أرصاد أمريكي، ولد في 1948 في أولم في ألمانيا.